# Йохан Якоб Фугер фон Кирхберг и Вайсенхорн
Йохан Якоб Фугер фон Кирхберг и Вайсенхорн (на немски: Johann (Johannes, Hans) Jakob Fugger von Kirchberg und Weissenhorn; * 23 декември 1516, Аугсбург; † 14 юли 1575, Мюнхен) от фамилията Фугер от линията „Лилията“ (фон дер Лилие) от Аугсбург, е граф и фрайхер на Кирхберг и Вайсенхорн, търговец, библиофил и хуманист.

## Биография
Той е големият син на тъговеца и банкера имперски граф Раймунд Фугер фон Кирхберг (1489 – 1535) и съпругата му Катарина (Ката) Турцо де Бетленфалва († 1535), дъщеря на барон Ян II Турцо де Бетленфалва (1437 – 1508) и втората му съпруга Барбара (Мария Магдалена) Бек († 1533). Внук е на банкера Георг Фугер (1453 – 1506) и племенник на Антон Фугер (1493 – 1560). Брат е на Георг Фугер фон Кирхберг и Вайсенхорн (1518 – 1569) и на Улрих Фугер (1526 – 1584), папски кемерер.
Баща му става граф на Кирхберг и Вайсенхорн ок. 29 август 1535 г. във Виена.
Йохан Якоб Фугер става фрайхер на Кирхберг и Вайсенхорн на 6 март 1551 г. Той е патрон на изкуството и науките. По съвет на Тициан той извиква ученика му Антонио Понцано в Аугсбург, който рисува фрески в двореца му.
Йохан Якоб Фугер наследява фирмата от чичо му Антон Фугер, но заради банкрута в Испания, понеже Фугерите са дали много пари на заем на Карл V, той трябва всичко да продаде освен библиотеката си, и я дава на братовчед си Маркус Фугер (1529 – 1597), който успява да съвземе фирмата.
Йохан Якоб започва служба през 1565 г. при херцог Албрехт V Баварски († 1579) и става по-късно камера президент. През 1571 г. той продава библиотеката си на Албрехт V от Бавария, който я поставя като началото на Баварската държавна библиотека.
Йохан Якоб Фугер умира на 58 години в Мюнхен на 14 юли 1575 г. и е погребан в Аугсбург. След смъртта на синът му Константин през 1627 г. клонът на род Фугер се разделя на три линии, съществували до 1738, 1795 и 1846 г.

## Фамилия
Йохан Якоб Фугер фон Кирхберг и Вайсенхорн се жени два пъти и има 18 деца.
Първи брак: на 21 юни 1540 г. в Аугсбург с Урсула фон Харах (* 1522; † 18 септември 1554), дъщеря на Леонхард III фон Харах-Рорау (1481 – 1527) и Барбара фон Глайниц (1485 – 1535). Те имат децата:
- Зигуна Елеонора Фугер (* 12 юли 1541; † 24 февруари 1576), омъжена за фрайхер Зигизмунд фон Ламберг (* 28 април 1536; † 18 ноември 1619)
- Зигмунд Фридрих (* 24 септември 1542, Аугсбург; † 5 ноември 1600, Регенсбург), епископ на Регенсбург (1598 – 1600)
- Карл (* 11 декември 1543; † 24 април 1580, Бон), женен за Анна Щаркх
- Александер Секундус (* 13 април 1546; † 5 февруари 1612, Фрайзинг), канон в Майнц, домпропст във Фрайзинг
- Виктор Август (* 19 януари/юни 1547; † 1 май 1586, Виена), домхер в Пасау, канон в Пасау, Регенсбург, Виена и др.
- Юстина Бенигна Фугер (* 1 септември 1548; † 1600), омъжена 1573 г. за Фридрих фон Холенег-Алткайнах († 1593)
- Максимилиан (* 21 януари 1550; † 9 (2/декември) 1588, Пасау), комптур на Тевтонския орден в Щерцинг, женен за фрайин Анна фон Егкх (* 1547; † ?)
- Северин Фугер-Швабмюнхен (* 29 март 1551; † 15 февруари 1601, Швабмюнхен), господар на Швабмюнхен, женен 1583 г. за графиня Катарина фон Хелфенщайн (1563 – 1627)
- Фердинанд (* 18 май 1552; † 2 ноември 1580, Арлем)

Втори брак: на 5 март 1560 г. в Аугсбург със Сидония фон Колау-Ватцлер (* ок. 1540; † 19 август 1573), дъщеря на Георг фон Колаус-Ватцлер и Пракседис фон Нойхауз. Те имат децата:
- Адалберта (* 5 декември 1560; † 19 януари 1611), омъжена 1582 г. за фрайхер Кристоф фон Велшперг († 1634)
- Алексиус (* 15 януари 1562, Аделсхофен; † 10 август 1623, Аделсхофен), господар на Аделсхофен, женен 1593 г. за Мария фон Гумпенберг (1570 – 1613)
- Йоахим (* 2 декември 1563, Тауфкирхен; † 1607, погребан в Тауфкирхен), господар на Тауфкирхен и Алтенердинг, женен 1590 г. за графиня Магдалена фон Хелфенщайн-Визенщайг (1562 – 1622)
- Аемилия (* 3 ноември 1564; † 13 април 1611), омъжена 1582 г. за фрайхер Александер фон и цу Шпринценщайн († 1597)
- Албрехт (* 3 ноември 1565; † 27 януари 1624), женен 1600 г. за Катарина фон Гумпенберг (1581 – 1661)
- Алфонс (1567 – 1569)
- Мария Констанца (* 2 юли 1568; † 22 март 1594), омъжена 1592 г. за граф Бернхардин II фон Херберщайн († 1624)
- Константин I (* 14 юни 1569; † 4 май 1627, Ландсхут), фрайхер господар на Циненберг, женен 1597 г. за фрайин Анна Маря Мюних фон Мюнххаузен († сл. 1614)
- Траян (* 17 февруари 1571; † 30 юли 1609, Унтерзулментинген), господар на Унтерзулментинген, женен 1596 г. за фрайин Регина фон Фрайберг († сл. 1606)
- Матиас (* 15 февруари 1572; † 18 септември 1603, Инголщат), женен за Анна Якобея фон Кьокритц († 1600, Инголщат)